# Charki El Bahri
Charki El Bahri, né le 28 mars 1993 à Casablanca (Maroc) est un footballeur marocain évoluant dans le club de la RS Berkane. Il joue au poste de milieu de terrain.

## Biographie
Charki El Bahri est formé dans le club du Widad Sportive Témara. Il fait ses débuts en D2 marocaine, passe par le Maghreb de Fes, le KAC de Kénitra avant de débarquer en Botola Pro avec le Youssoufia Berrechid.
Le 10 février 2022, il s'engage jusqu'à la fin de saison à la RS Berkane. Le 16 février 2022, il fait ses débuts avec le club à l'occasion d'un match de championnat face à l'Olympique de Safi (match nul, 0-0). Le 20 mai 2022, il est titularisé en finale de la Coupe de la confédération face à l'Orlando Pirates et cède sa place à la 80ème minute à Brahim El Bahraoui. Le match se solde sur un match nul de 0-0 jusqu'à la séance de penaltys, remportée par le RS Berkane sur le score de 4-5. Le 10 septembre 2022, il est titularisé sous son nouvel entraîneur Abdelhak Benchikha à l'occasion de la finale de la Supercoupe de la CAF face au Wydad Athletic Club. Il marque le premier but du match à la 32ème minute de la tête sur un centre de Hamza El Moussaoui. Le match se solde sur une victoire de 0-2 au Complexe sportif Moulay-Abdallah.

## Palmarès

### En club
RS Berkane
- Coupe de la confédération (1) :
  - Vainqueur : 2021-22

- Coupe du Trône (2) :
  - Vainqueur : 2021 et 2022.

- Supercoupe de la CAF (1) :
  - Vainqueur : 2022